# Močioci (Ivanjica)
Močioci (Servisch cyrillisch Мочиоци) is een plaats in de Servische gemeente Ivanjica. De plaats telt 143 inwoners (2002).